# Aleuropleurocelus granulata
Aleuropleurocelus granulata es un hemíptero de la familia Aleyrodidae, subfamilia Aleyrodinae.
Fue descrita científicamente por primera vez por Sampson & Drews en 1941.